# Télécabine d'Annaba
La télécabine d'Annaba est une télécabine urbaine qui relie Annaba à Seraïdi en Algérie. Elle a été mise en service en 1986. D'une longueur de 4 150 mètres, c'est le plus long transport urbain par câble d'Afrique.

## Historique
La télécabine d'Annaba a été mise en service en 1986 et rénovée en 2008. 
Le 24 janvier 2019, un glissement de terrain provoque l'affaissement d’un pylône et la chute d’une télécabine ce qui  entraîne la fermeture de la télécabine.
En 2021, une nouvelle opération de rénovation débute en vue de la remise en service de la télécabine. Cette opération consiste en la restauration des bâtiments, des gares et des pylônes. Après cinq ans d'interruption, la télécabine esr remise en service en juillet 2025.

## Caractéristiques

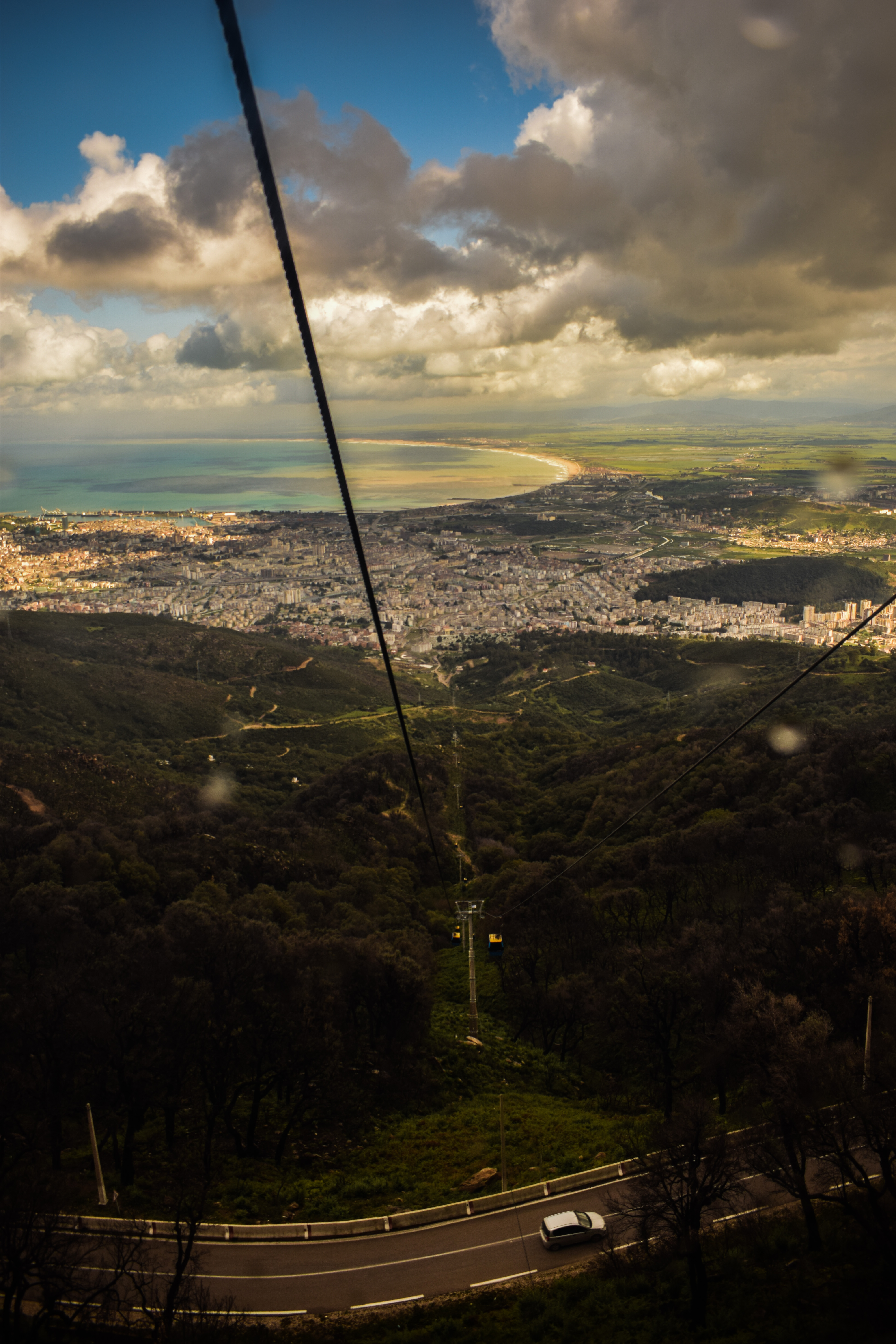
La télécabine d'Annaba en 2018

Il s'agit d'une télécabine à pince débrayable. La longueur du parcours est d'environ 4 150 mètres.
| Numéro | Nom     | Caractéristique | Altitude |
| ------ | ------- | --------------- | -------- |
| 1      | Annaba  | Gare motrice    | 10 m     |
| 2      | Seraïdi | Gare tension    | 850 m    |

L'installation dispose de 68 cabines d'une capacité de six personnes desservant alternativement les deux stations du téléphérique. La durée du trajet est d'environ 17 minutes,.

## Exploitation
La télécabine d'Annaba est exploitée par l'Entreprise de transport algérien par câbles (ETAC). Elle transporte en moyenne 2 500 voyageurs par jour et assure un service quotidien de 7 h à 18 h.